# Славянский гамбит
Славя́нский гамби́т — один из вариантов в славянской защите, начинающийся ходами: 
 1. d2-d4 d7-d5 
 2. c2-c4 c7-c6 
3.Kb1-c3.
Относится к закрытым дебютам.

## История
Впервые славянский гамбит был применён белыми в партии Маршалл — Шлехтер, которая прошла на турнире в Монте-Карло в 1902 году, но она прошла незамеченной. Продолжение 4. e4 было трижды применено против автора славянской защиты М. И. Чигорина, в 1902 г. Свидерским, и в 1902 и 1904 годах Маршаллом, но во всех случаях Чигорин отклонил гамбит путём 4 .. Кf6. В дальнейшем теоретики объявили гамбит несостоятельным, например об этом писал Левенфиш в 1937 году. Только позже советскими шахматистами в 1945—1955 гг. данный вариант подвёргся широкому изучению и превратился в самостоятельную систему с определёнными стратегическими планами атаки за белых и активной защиты и контратаки за чёрных.
А.Алехин произвел детальный анализ варианта и считал, что ход 3.Kb1-c3 дает белым больше шансов на получение дебютного преимущества, чем традиционное продолжение славянской защиты 3.Kg1-f3, так как создает напряжение в центре.
Продолжение 3…Kg8-f6 4.Kg1-f3 d5:c4 5.e2-e4 было введено в практику А. Толушем и Е.Геллером.

## Основные идеи
Белые стремятся развить инициативу в центре, не останавливаясь при этом перед жертвой пешки. Однако черные располагают достаточными ресурсами для защиты в тех случаях, когда им удается сохранить полузакрытый характер пешечной структуры, в то время как попытка обострить позицию сопряжена с немалым риском для них.

## Варианты
- 3. … e7-e6 4.e2-e4 d5:e4 5.Kc3:e4 Cf8-b4+ 6.Cc1-d2 Фd8-d4 7.Cd2:b4 Фd4:e4+ 8.Cf1-e2
  - 8. … Kb8-a6
  - 8. … c6-c5!?
- 3. …Kg8-f6 4.Kg1-f3 d5:c4
  - 5.e2-e4 b7-b5 6.e4-e5
  - 5.a2-a4